# Liste von Persönlichkeiten des Fado

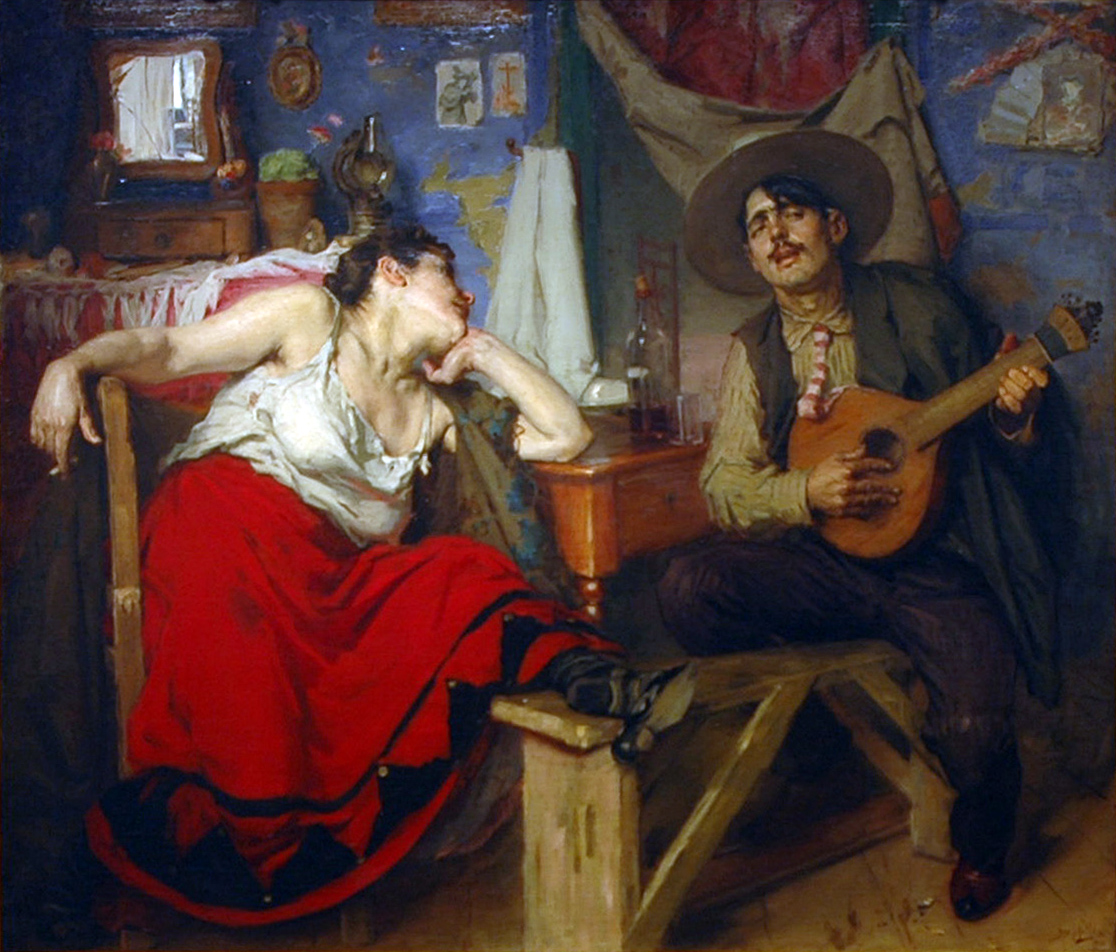
Fado (José Malhoa)

In dieser Liste sind Musiker des Fado aufgelistet, alphabetisch nach Vornamen sortiert, wie meist in Portugal üblich.

## Gitarristen des Fado und des Coimbra-Fado

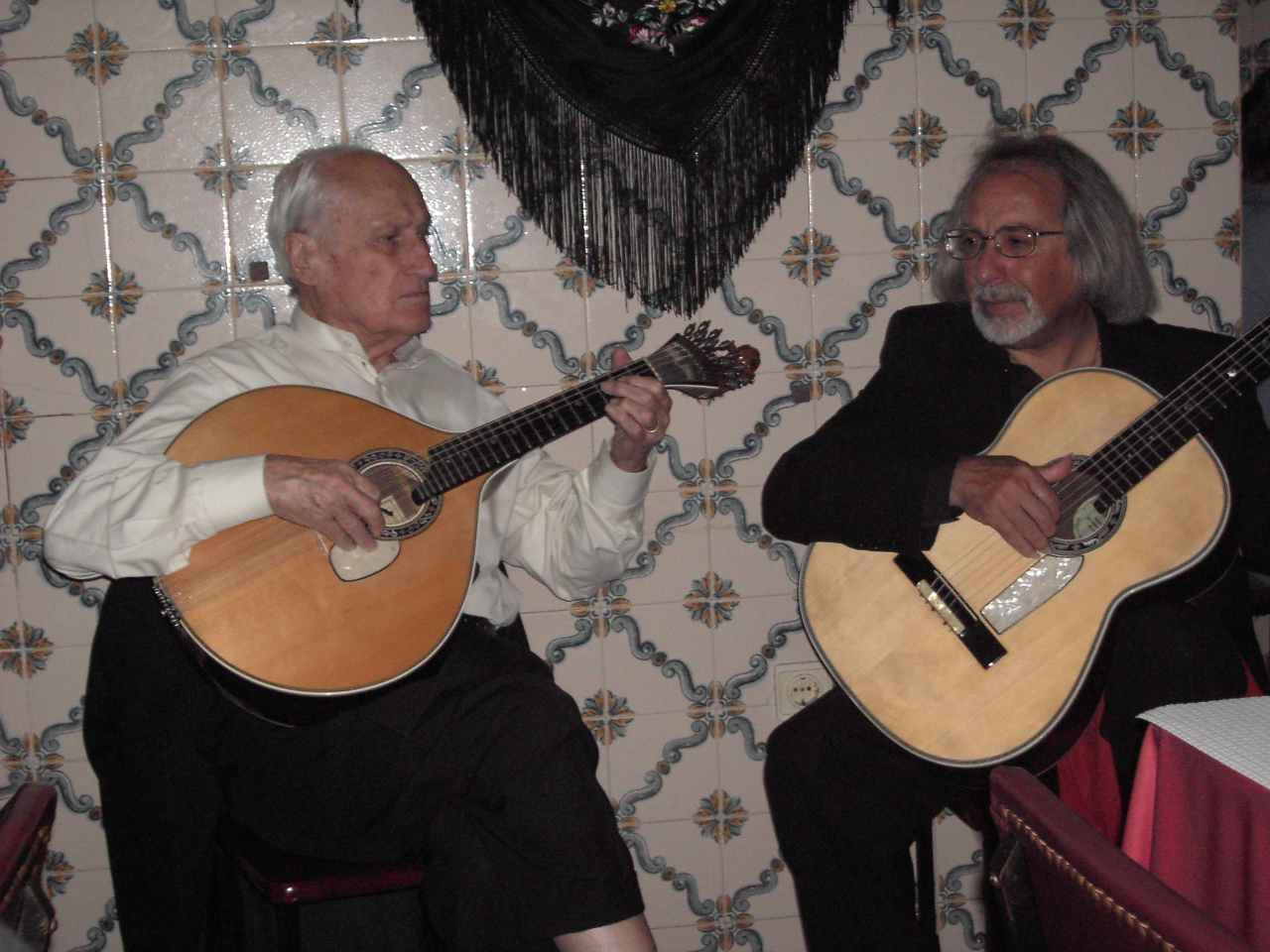
Ungenannte Guitarristas

- Ângelo Freire (* 1988)
- António Brojo (Coimbra-Fado)
- António Chainho (* 1938)
- António Parreira (* 1944)
- António Portugal (Coimbra-Fado)
- Armandinho (1891–1946)
- Artur Paredes (1899–1980)
- Carlos Paredes (1925–2004)
- Carlos Ramos (1907–1969)
- Custódio Castelo (* 1966)
- Ernesto de Melo
- Fernando de Freitas (1913–1988)
- Jorge Gomes (* 1941)
- Jorge Tuna
- José Fontes Rocha (1926–2011)
- Luís Guerreiro (* 1980?)
- Mário Pacheco (* 1953)
- Pedro Caldeira Cabral (* 1950)
- Petrolino (1859–1933)
- Raul Nery (* 1921)
- Zé Manuel Neto

## Sängerinnen und Sänger
- Ada de Castro (* 1937)
- Adélia Pedrosa (* 1941)
- Alberto Ribeiro (1920–2000)
- Aldina Duarte (* 1967)
- Alfredo Marceneiro (1891–1982)
- Amália Rodrigues (1920–1999)
- Amélia Muge (* 1952)
- Anabela (* 1976)
- Ana Laíns (* 1979)
- Anamar (* 1960)
- Ana Maurício (* 1970)
- Ana Moura (* 1979)
- Ana Sofia Varela (* 1979)
- Anita Guerreiro (* 1936)
- António Mourão (* 1936)
- António Pinto Basto (* 1952)
- António Zambujo (* 1975)
- Argentina Santos (1924–2019)
- Artur Batalha (* 1951)
- Artur Ribeiro (1924–1982)
- Beatriz da Conceição (* 1939)
- Berta Cardoso (1911–1997)
- Camané (* 1966)
- Carla Pires (* 1975?)
- Carlos Bastos (1940?)
- Carlos do Carmo (1939–2021)
- Carlos Macedo (* 1946)
- Carlos Ramos (1907–1969)
- Carlos Zel (1950–2002)
- Carmen Souza (Jazz) (* 1981)
- Carminho (* 1984)
- Cátia Garcia (* 1983)
- Celeste Rodrigues (1923–2018)
- Cidália Moreira (* 1944)
- Cristina Branco (* 1972)
- Cristina Cruz (* 1971)
- Cuca Roseta (* 1981)
- Deolinda Bernardo (1980?)
- Deolinda Maria (?)
- Dona Rosa (* 1957)
- Duarte (* 1980)
- Dulce Pontes (* 1969)
- Ercília Costa (1902–1985)
- Esmeralda Amoedo (* 1936)
- Estêvão Amarante (1894–1951)
- Fábia Rebordão (* 1985?)
- Fátima Santos (?)
- Fernanda Baptista (1919–2008)
- Fernanda Maria (?)
- Fernando Farinha (1928–1988)
- Fernando Maurício (1933–2003)
- Fernando Mega (* 1960)
- Filipa Cardoso (* 1979)
- Filipa Pais (* 1967)
- Filipa Sousa (* 1985)
- Flora Pereira (1929–2008)
- Francisco José (1924–1988)
- Frei Hermano da Câmara (* 1934)
- Gisela João (* 1983)
- Gonçalo Salgueiro (?)
- Hélder Moutinho (* 1969)
- Helena Leonor (* 1977)
- Hermínia Silva (1907–1993)
- Isa Cardoso (* 1991)
- Ivone Dias
- Joana Amendoeira (* 1982)
- João Braga (* 1945)
- João Ferreira-Rosa (* 1937)
- José Labaredas (1946–2000)
- José Lameiras (* 1965?)
- José Paradela de Oliveira (1904–1970)
- Júlia Barroso (1930–1996)
- Kátia Guerreiro (* 1976)
- Lenita Gentil (* 1948)
- Liana (* 1979)
- Lucília do Carmo (1919–1998)
- Luísa Rocha (* 1980?)
- Mafalda Arnauth (* 1974)
- Manuel de Almeida (1922–1995)
- Manuel Monteiro (1909–1990)
- Marcela Ortiz Aznar (* 1975)
- Marco Oliveira (* 1988)
- Marco Rodrigues (* 1982)
- Margarida Guerreiro (?)
- Maria Alice (1904–1996)
- Maria Amélia Proença (* 1938)
- Maria Ana Bobone (* 1974)
- Maria Armanda (* 1942)
- Maria da Fé (* 1945)
- Maria da Nazaré (?)
- Maria de Fátima (* 1961)
- Maria José Valério (* 1933)
- Maria Leopoldina Guia (1946–2006)
- Maria Severa (1820–1846)
- Maria Teresa de Noronha (1918–1993)
- Mariana Silva (* 1933)
- Mariza (* 1973)
- Marta Dias (* 1980?)
- Max (1918–1980)
- Mercês da Cunha Rego (?)
- Miguel Capucho (?)
- Milene Candeias (* 1980?)
- Mísia (1955–2024)
- Nuno da Câmara Pereira (* 1951)
- Paulo Bragança (* 1968)
- Pedro Moutinho (* 1976)
- Ramana Vieira (* 1980?)
- Raquel Tavares (* 1985)
- Raquel Peters (* 1984)
- Ricardo Ribeiro (* 1981)
- Rodrigo (* 1941)
- Suzana (* 1976)
- Teresa Silva Carvalho (* 1938)
- Teresa Siqueira (* 1953)
- Teresa Tarouca (* 1942)
- Tony de Matos (1924–1989)
- Tristão da Silva (1927–1978)
- Vicente da Câmara (* 1928)
- Yolanda Soares (* 1971)

## Fado-Gruppen
- A Naifa (Lissabon)
- Al Mouraria (Algarve)
- Fados do Lello Perdido (Lissabon)
- Gerações (Dortmund)
- Rosa Negra (Lissabon)
- Sina Nossa (Unna)
- Trio Fado (Berlin)

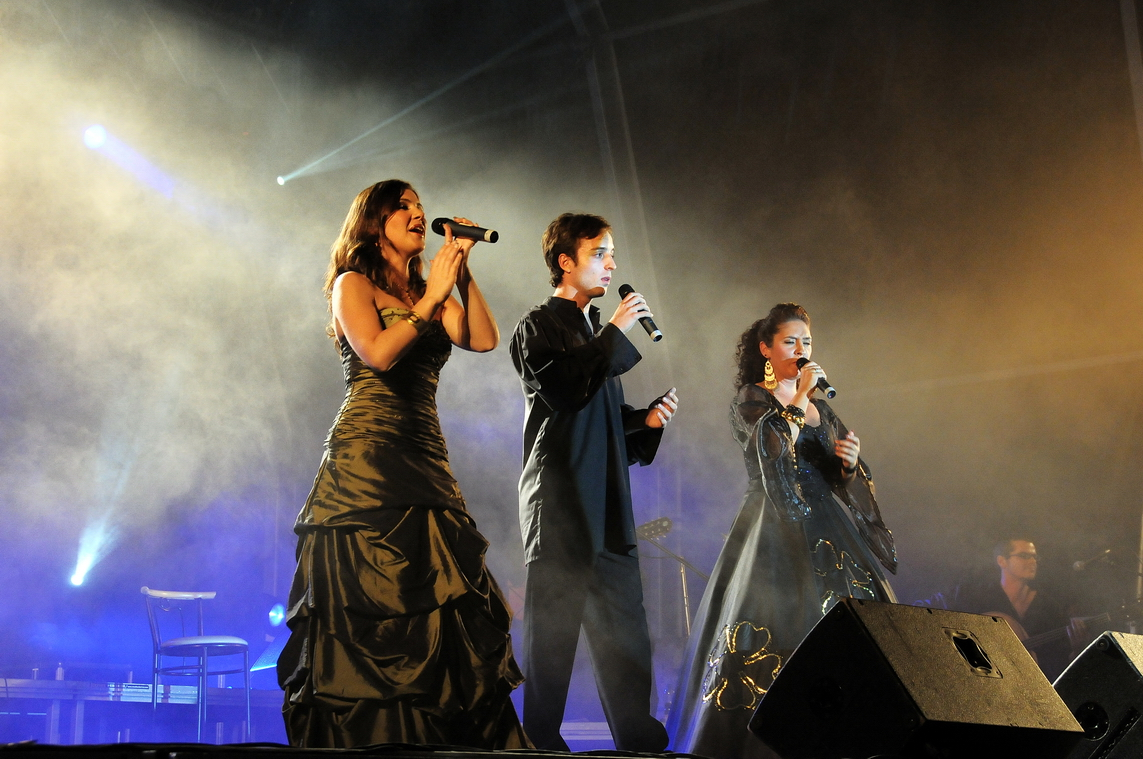
Al Mouraria

- Poética Saudade Fado Belém (Mexiko)

## Sängerinnen und Sänger desFado de Coimbra
- Alberto Ribeiro (?)

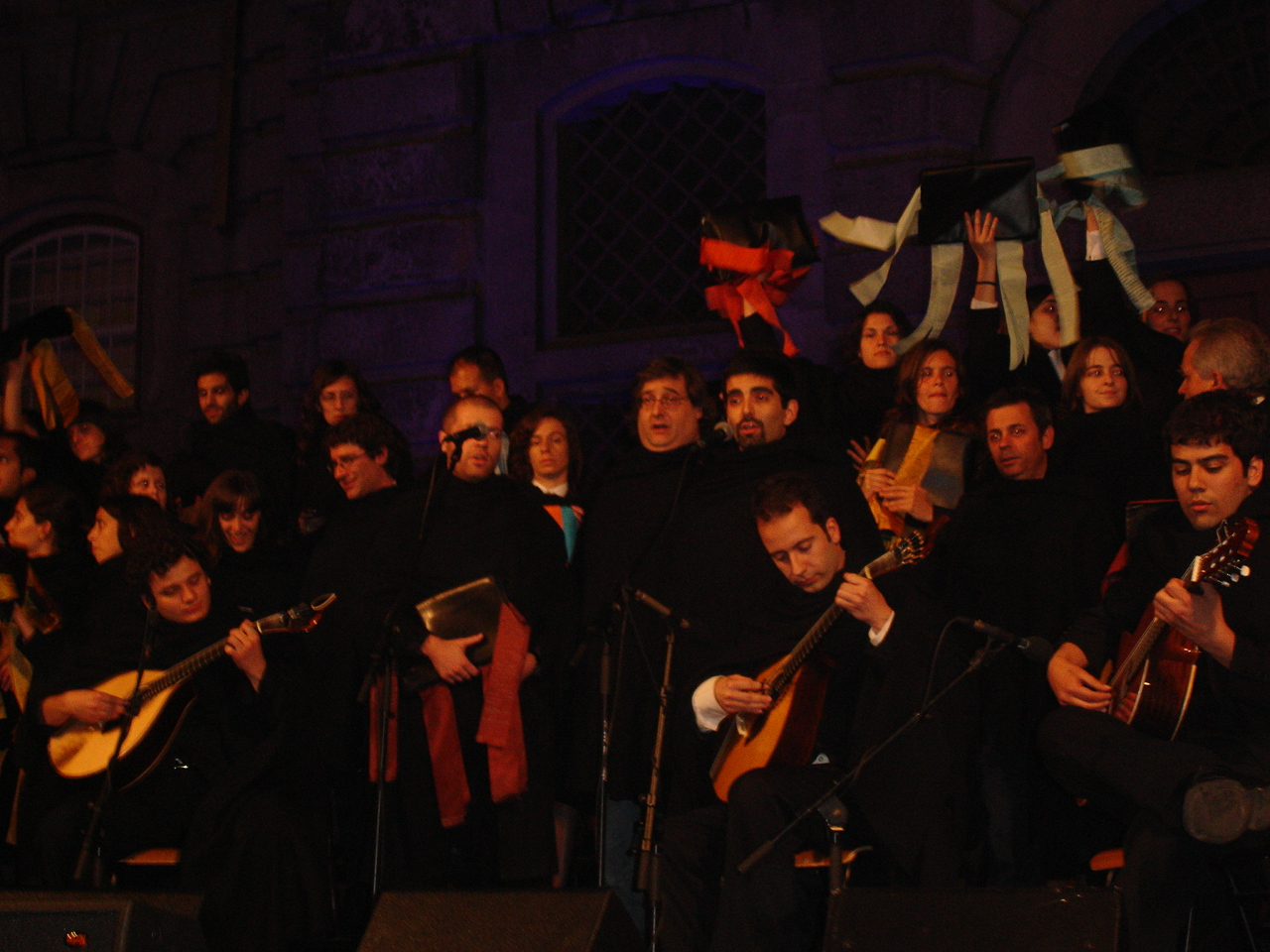
Fado de Coimbra

- Adriano Correia de Oliveira (1942–1982)
- António Dinis
- António Menano (1895–1969)
- Augusto Hilário (1864–1896)
- Cristina Cruz
- Edmundo Bettencourt (1889–1973)
- Fernando Machado Soares (1930–2014)
- Francisco Menano
- Gonçalo Mendes
- Henrique Guerra
- José Afonso (1929–1987)
- Luís Góis (1933–2012)
- Nuno Correia da Silva
- Patrick Mendes
- Rui Seoane